# Landkreis Insterburg
Der ostpreußische Landkreis Insterburg im Regierungsbezirk Gumbinnen bestand von 1818 bis 1945. Nach der Erhebung der Stadt Insterburg zum Stadtkreis umfasste er nur noch die Landgemeinden im Umkreis der Stadt. Bereits von 1752 bis 1818 bestand in Ostpreußen ein Kreis Insterburg, der allerdings ein erheblich größeres Gebiet umfasste.

## Geographie
Der Kreis lag beiderseits des Pregel etwa 70 Kilometer östlich der ostpreußischen Provinzhauptstadt Königsberg. Benachbart waren (im Norden beginnend und im Uhrzeigersinn umlaufend) die Kreise Niederung, Ragnit (ab 1922 Tilsit-Ragnit), Pillkallen, Gumbinnen und Darkehmen im Regierungsbezirk Gumbinnen sowie die Kreise Gerdauen, Wehlau und Labiau im Regierungsbezirk Königsberg.

## Verwaltungsgeschichte

Der Kreis Insterburg in den Grenzen von 1752 bis 1818

Im Jahr 1752 bildete König Friedrich II. in Preußen aus den Hauptämtern Insterburg, Memel, Gumbinnen und Ragnit einen Kreis Insterburg. Dieser hatte eine Fläche von ca. 8860 km² und im Jahre 1800 265.088 Einwohner.
Die Preußischen Reformen schufen mit der „Verordnung wegen verbesserter Einrichtung der Provinzialbehörden“ vom 30. April 1815 in der gesamten preußischen Monarchie eine einheitliche Verwaltungsstruktur. Dazu gehörte eine umfassende Kreisreform in Ostpreußen, da sich die 1752 eingerichteten Kreise als unzweckmäßig und zu groß erwiesen hatten. Aus dem Gebiet des alten Kreises Insterburg wurden elf neue Kreise gebildet, darunter auch ein neuer, deutlich kleinerer Kreis Insterburg. Dieser umfasste die Kirchspiele Aulowönen, Berschkallen, Didlacken, Georgenburg, Insterburg, Jodlauken, Norkitten, Pelleningken, Norkitten und Saalau.
Das Landratsamt war in Insterburg.
Seit dem 3. Dezember 1829 gehörte der Kreis – nach dem Zusammenschluss der Provinzen Ostpreußen und Westpreußen – zur neuen Provinz Preußen mit dem Sitz in Königsberg i. Pr.

Der Kreis Insterburg in den Grenzen von 1818 bis 1945

Nach der Teilung der Provinz Preußen in die Provinzen Ostpreußen und Westpreußen am 1. April 1878 wurde der Kreis Insterburg Bestandteil Ostpreußens. Am 1. April 1902 schied die Stadt Insterburg aus dem Kreis aus und wurde in einen Stadtkreis umgewandelt. Der Kreis Insterburg erhielt danach die Bezeichnung Landkreis.
Zum 1. Mai 1925 wurden Teile des Gutsbezirks Althof-Insterburg aus dem Landkreis Insterburg in den Stadtkreis Insterburg eingegliedert.
Zum 30. September 1928 fand im Landkreis Insterburg entsprechend der Entwicklung im übrigen Freistaat Preußen eine Gebietsreform statt, bei der alle Gutsbezirke bis auf vier aufgelöst und benachbarten Landgemeinden zugeteilt wurden. Zum gleichen Zeitpunkt wurde der Gutsbezirk Sziedlauken aus dem Kreis Tilsit-Ragnit in den Landkreis Insterburg umgegliedert.
Im Januar 1945 eroberte die Rote Armee das Kreisgebiet und beseitigte die vorhandenen Verwaltungsstrukturen. Das Kreisgebiet kam unter sowjetische Verwaltung und wurde Teil der russischen Oblast Kaliningrad.

## Einwohnerentwicklung

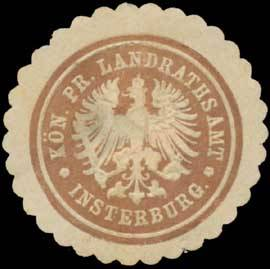
Siegelmarke (1850–1923)

| Jahr | Einwohner | Quelle |
| ---- | --------- | ------ |
| 1818 | 31.104    | [ 6 ]  |
| 1846 | 58.694    | [ 7 ]  |
| 1871 | 66.788    | [ 8 ]  |
| 1890 | 71.782    | [ 9 ]  |
| 1900 | 74.577    | [ 9 ]  |
| 1910 | 46.110    | [ 9 ]  |
| 1925 | 44.775    | [ 9 ]  |
| 1933 | 43.514    | [ 9 ]  |
| 1939 | 43.028    | [ 9 ]  |

## Politik

### Landräte
- 1752–178200Johann George Goetz[10]

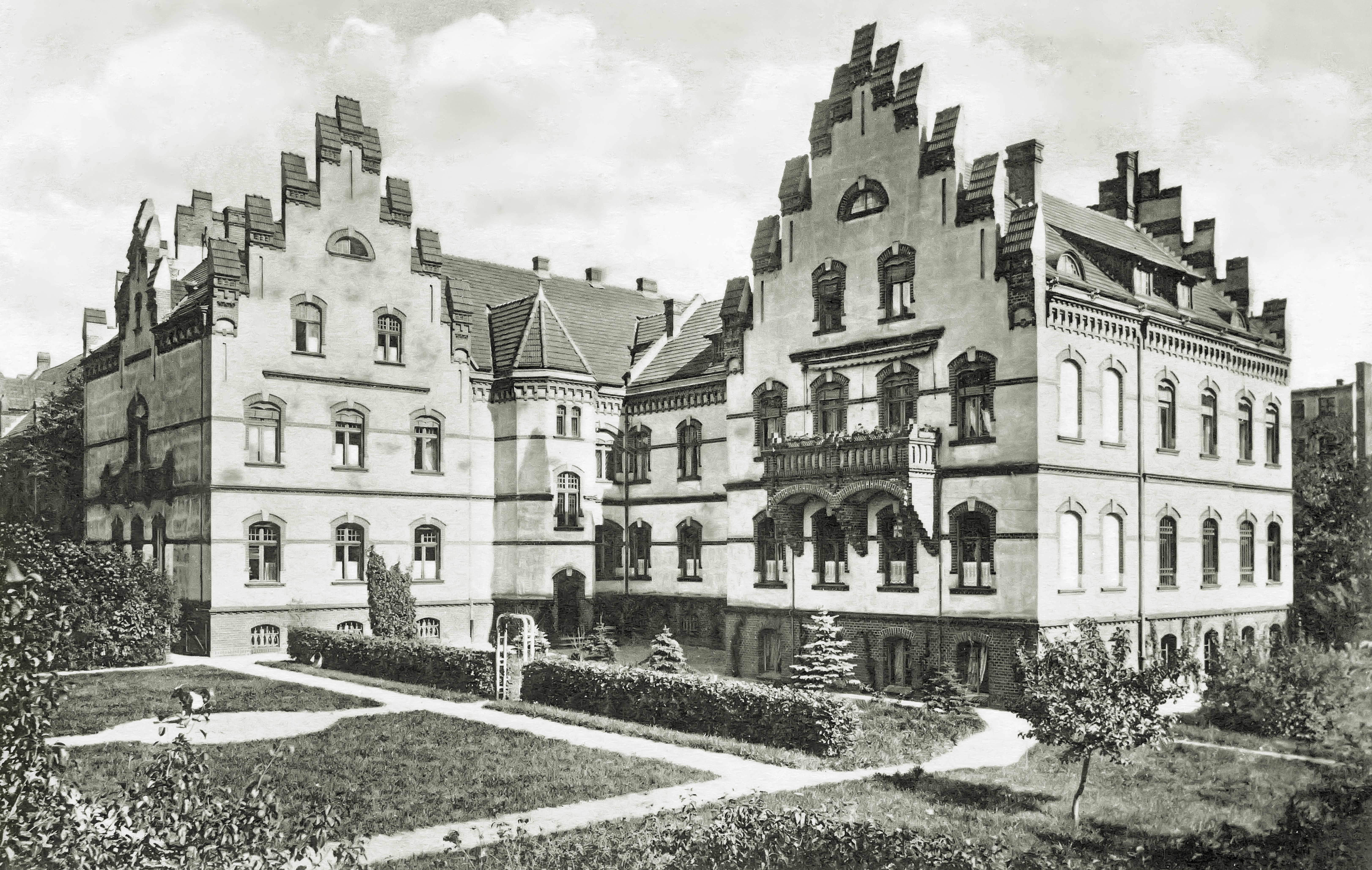
Kreishaus, Albrechtstr. 17 in Insterburg

- 1783–181200Johann Friedrich Wilhelm von Losch[11]
- 1818–184100Johann Ludwig Burchard (1773–1841)
- 1841–184400Ludwig Wilhelm zu Dohna-Lauck
- 1845–185100Heinrich von Schirmeister
- 1851–187100Gustav Dodillet
- 1871–187900Konrad von Massow
- 1879–188700Arthur Germershausen
- 1887–189000Robert Davidson
- 1890–190300Hugo Brasch
- 1903–190900Adolf Magnus
- 1909–191800Adolph Bölling Overweg
- 1918–192000Heinrich Schumann
- 1920–192800Viktor Grimpe
- 1928–193000Albert Voegt
- 1930–193500Ernst Lührmann
- 1935–194500Karl von der Groeben

### Wahlen
Im Deutschen Kaiserreich bildete der Kreis Insterburg zusammen mit dem Kreis Gumbinnen den Reichstagswahlkreis Gumbinnen 3.

### Kommunalverfassung
Der Kreis Insterburg gliederte sich in die Stadt Insterburg (bis 1902), in Landgemeinden und – bis zu deren nahezu vollständigem Wegfall – in Gutsbezirke. Mit Einführung des Preußischen Gemeindeverfassungsgesetzes vom 15. Dezember 1933 gab es ab dem 1. Januar 1934 eine einheitliche Kommunalverfassung für alle Gemeinden. Mit Einführung der Deutschen Gemeindeordnung vom 30. Januar 1935 trat zum 1. April 1935 die im Deutschen Reich gültige Kommunalverfassung in Kraft, wonach die bisherigen Landgemeinden nun als Gemeinden bezeichnet wurden. Diese waren in Amtsbezirken zusammengefasst. Eine neue Kreisverfassung wurde nicht mehr geschaffen; es galt weiterhin die Kreisordnung für die Provinzen Ost- und Westpreußen, Brandenburg, Pommern, Schlesien und Sachsen vom 19. März 1881.

## Amtsbezirke
Zwischen 1874 und 1945 war der Landkreis Insterburg in die Stadt Insterburg (bis 1902) und zahlreiche Amtsbezirke untergliedert:
| Name (bis 1939)                                            | Name (1938–1946)             |
| ---------------------------------------------------------- | ---------------------------- |
| Alischken                                                  | Walddorf                     |
| Almenhausen                                                | Puschdorf                    |
| Althof                                                     | Althof-Insterburg            |
| Auluwönen                                                  | Aulenbach (Ostpr.)           |
| Berschkallen                                               | Birken (Ostpr.)              |
| Blockinnen / Schwirbeln                                    | Güldenau                     |
| Budwethen                                                  | Schönwaldau                  |
| Carlswalde                                                 | Karlswalde                   |
| Didlacken                                                  | Dittlacken                   |
| Eichwald                                                   | Eichwald                     |
| Friedrichsgabe                                             | Friedenau                    |
| Georgenburg                                                | Georgenburg                  |
| Groß Bubainen                                              | Waldhausen (ab 1930)         |
| Groß Eschenbruch                                           | Groß Eschenbruch             |
| Groß Franzdorf                                             | Franzdorf                    |
| Groß Jägersdorf                                            | Groß Jägersdorf              |
| Grünheide                                                  | Grünheide                    |
| Jänischken                                                 | Jänichen                     |
| Jodlauken                                                  | Schwalbental                 |
| Juckeln                                                    | Buchhof (ab 1927)            |
| Kaukern                                                    | Bärensprung                  |
| Keppurlauken                                               | Birkenhof                    |
| Kranichbruch                                               | Kranichbruch                 |
| Kraupischkehmen                                            | Erdmannsruh                  |
| Kummetschen/Karalene                                       | Luisenberg                   |
| Lasdehnen                                                  | Neuwalde                     |
| Lindenbusch/Papuschienen                                   | Grauden                      |
| Lugowen                                                    | Großlugau                    |
| Neunischken                                                | Neunassau                    |
| Norkitten                                                  | Norkitten                    |
| Obehlischken                                               | Schulzenhof                  |
| Padrojen                                                   | Horstenau                    |
| Pelleningken                                               | Strigengrund                 |
| Pieragienen                                                | Angerlinde                   |
| Saalau, bis 1892 auch: Laßeningken, bis 1939 auch: Gnottau | Saalau, Laschnicken, Gnottau |
| Seßlacken                                                  | Seßlacken                    |
| Szieleitschen/Geswethen                                    | Landwehr (Ostpr.)            |
| Waldhausen                                                 | Waldhausen                   |

## Gemeinden
Am 1. Januar 1938 umfasste der Landkreis Insterburg 199 Gemeinden, von denen nur Aulowönen und Norkitten mehr als 1000 Einwohner hatten:
| - Abschruten - Ackmenischken, Ksp. Aulowönen - Ackmenischken, Ksp. Obehlischken - Albrechtshöfen - Althof-Insterburg - Amwalde - Antargen - Aulowönen - Auxkallen, Ksp. Georgenburg - Auxkallen, Ksp. Pelleningken - Auxkallnehlen - Baginski - Bärensprung - Bergental - Bergfriede - Bernhardseck - Berszienen, Ksp. Jodlauken - Berszienen, Ksp. Pelleningken - Bessen - Bindszohnen - Birkenfeld - Birkenhausen - Birkenhof - Blumental - Bublauken - Buchhof - Budwethen, Ksp. Aulowönen - Burbeln - Daupelken, Ksp. Berschkallen - Didlacken - Dreibrücken - Dröschdorf - Drutschlauken - Eichenberg - Eichenstein - Eichental - Eichhorn - Ernstwalde - Eszeratschen - Fehlbrücken - Finkengrund - Friedenau - Friedensfelde - Gaiden - Gaidszen - Gandrinnen - Georgenburg - Georgenburgkehlen - Georgental - Geswethen | - Gillischken - Gnottau - Gravenort - Groß Berschkallen - Groß Eschenbruch - Groß Franzdorf - Groß Gerlauken - Groß Jägersdorf - Groß Lasdehnen - Groß Laszeningken - Groß Niebudszen - Groß Schunkern - Groß Stobingen - Groß Warkau - Grünheide - Horstenau - Hutmühle - Ischdagehlen - Ischdaggen, Ksp. Georgenburg - Jägertal - Jänischken - Jennen - Jessen - Jodlauken - Kallwischken - Kamputschen - Kamswyken - Karalene - Karlswalde - Kastaunen - Klaukallen - Klein Berschkallen - Klein Bubainen - Klein Gerlauken - Klein Niebudszen - Klein Reckeitschen - Klein Schunkern - Kleinlaschnicken - Kneiffen - Kraupischkehmen - Kumpchen - Kundern - Laugallen - Lenkeitschen - Lenkutschen - Leputschen - Lindenberg - Lindenhausen - Lindenhöhe - Louisenthal | - Lugowen - Matheningken - Medukallen, Ksp. Grünheide - Medukallen, Ksp. Pelleningken - Metschullen - Milszlauken - Mittel Warkau - Mittenwalde - Mohlen - Muldszehlen - Myrthenhof - Nausseden - Neu Stobingen - Neuendorf - Neugrün (häufig Neu Grün) - Neunischken - Neuteich - Neuwalde - Norkitten - Obehlischken - Padrojen - Paducken - Pagelienen - Pakalehnen - Paskirsnen - Patimbern - Pelleningken - Perkunischken - Pesseln - Peterkehmen - Piaten - Pieragienen - Pillupönen - Pladden - Powehlischken - Pregelau - Pusberschkallen - Puschdorf - Rauducken - Rehfeld - Rosenthal - Roßthal - Rudlauken - Saalau - Saugwethen - Sauskeppen - Schacken - Scheppetschen - Schernupchen - Schillgallen | - Schmackerlauken - Schönwaldau - Schönwiese - Schuppinnen - Schwägerau - Schwirbeln - Seßlacken - Siegmundsfelde - Siemohnen - Siemonischken - Skardupönen, Ksp. Aulowönen - Skerdienen - Skungirren - Snappen - Sprakten - Staatshausen - Stablacken - Staggen - Stagutschen - Stanken - Sterkeningken - Stirkallen - Swainen - Szameitkehmen - Szemlauken - Szierandszen - Tammowischken - Tannenfelde - Tarpupp - Tarputschen - Thieslauken - Tobacken - Trakinnen - Trakis - Triaken, Ksp. Berschkallen - Triaken, Ksp. Jodlauken - Trumplauken - Uderballen - Uszballen - Walddorf - Waldfrieden - Waldhausen - Wanniglauken - Warlen - Wasserlauken - Waszeningken - Willschicken - Wirbeln - Wirtkallen |

Im Landkreis lagen außerdem die drei gemeindefreien Gutsbezirke Forst Eichwald, Forst Papuschienen und Forst Kranichbruch.
Vor 1945 aufgelöste Gemeinden
Im Landkreis Insterburg lagen ungewöhnlich viele sehr kleine Gemeinden, von denen viele insbesondere in den Jahren 1928, 1929 und 1939 in größere Nachbargemeinden eingegliedert wurden:
- Albrechtshöfen, am 1. April 1939 zu Siegmundsfelde
- Antschögstupönen, am 1. Oktober 1929 zu Saugwethen
- Augustlauken, 1896 zum Gutsbezirk Blumental
- Bärengraben (Klein Niebudszen), am 1. April 1939 zu Steinsee
- Bednohren, am 1. Oktober 1929 zu Saugwethen
- Berszienen, Ksp.  Grünheide, am 30. September 1928 zu Grünheide
- Birkenfeld, am 1. April 1939 zu Wirbeln
- Brandenau (Ischdaggen, Ksp.  Georgenburg), am 1. April 1939 zu Schönwaldau
- Budupönen, am 30. September 1928 zu Grünheide
- Budwethen, Ksp.  Georgenburg, am 1. Januar 1932 zu  Schönwaldau
- Damerau, am 17. Oktober 1928 zu Eichental
- Daubarren, am 1. Juli 1929 zu Jodlauken
- Daupelken, Ksp.  Norkitten, am 17. Oktober 1928 zu Uderballen
- Ernstwalde, am 1. April 1939 zu Buchhof
- Freiheit Georgenburg, 1894 zum Gutsbezirk Georgenburg
- Freimannsdorf (Baginski), am 1. April 1939 zu Jänichen
- Gaidehlen, am 1. Juli 1929 zu Trumplauken
- Gräwenswalde, am 1. Juli 1929 zu Neu Lasdehnen
- Groß Auxkallen, am 19. Mai 1913 zu Friedensfelde
- Groß Kalkeningken, am 17. Oktober 1928 zu Neugrün
- Groß Pruskehmen, 1895 zu Saalau
- Groß Reckeitschen, am 25. März 1913 zu Ischdaggen
- Groß Siegmuntinnen, am 30. September 1928 zu Siegmundsfelde
- Groß Stobingen, am 1. April 1939 zu Stobingen
- Großlaschnicken (Groß Lascheningken), am 1. April 1939 zu Laschnicken
- Groß Uszballen, 1897 zu Uszballen
- Grüneberg, am 1. Juli 1929 zu Groß Berschkallen
- Guttawutschen, am 1. Juli 1929 zu Szacken
- Hasenfeld (Drutschlauken), am 1. Juli 1929 zu Drutschlauken
- Heideck (Schillgallen), am 1. April 1939 zu Keilergrund
- Hoffnungsbrück (Powehlischken), am 1. April 1939 zu Eichenberg
- Hopfenau, am 30. September 1928 zu Schwägerau
- Ischdaggen, Ksp.  Pelleningken, am 1. Juli 1929 zu Pelleningken
- Karlsdorf, am 1. Juli 1929 zu Muldszehnen
- Kauschen, am 30. September 1928 zu Horstenau
- Kemsen, am 17. Oktober 1928 zu Kallwischken
- Kermuschienen, 1895 zu Rudlauken
- Kiaunischken, am 30. Oktober 1902 zu Eichhorn
- Klein Aulowönen, am 17. Oktober 1928 zu Kallwischken
- Klein Auxkallen, am 19. Mai 1913 zu Friedensfelde
- Klein Jägersdorf, am 17. Oktober 1928 zu Jägertal
- Klein Kalkeningken, am 17. Oktober 1928 zu Neugrün
- Klein Popelken, am 1. Juli 1929 zu Budwethen
- Klein Siegmuntinnen, am 30. September 1928 zu Siegmundsfelde
- Klein Uszballen, 1897 zu Uszballen
- Klein Warkau, am 1. Juli 1929 zu Mittel Warkau
- Kleinbirken (Klein Berschkallen), am 1. April 1939 zu Birken
- Kleinlaschnicken (Klein Lascheningken), am 1. April 1939 zu Laschnicken
- Kosacken, am 30. September 1928 zu Neuendorf
- Kurreiten, am ca. 1905 in einen Gutsbezirk umgewandelt
- Lasdehnen, am 30. September 1928 zu Abschruten
- Leitnershof, am 2. Juli 1910 zu Didlacken
- Lepalothen, am 30. September 1928 zu Myrthenhof
- Leppienen, am 1. Juli 1929 zu Padrojen
- Löblauken, am 30. September 1928 zu Myrthenhof
- Mangarben, am 30. September 1928 zu Norkitten
- Milchfelde (Milszlauken), am 1. April 1939 zu Ossafurt
- Mohlen, am 1. April 1939 zu Bessen
- Nausseden, am 1. April 1939 zu Luisenberg
- Neu Lenkutschen, 1895 zu Lugowen
- Neu Stobingen, am 1. April 1939 zu Stobingen
- Neu Warkau, am 17. Oktober 1928 zu Neugrün
- Nimmerfried, am 1. Juli 1929 zu Gandrinnen
- Padau (Paducken), am 1. April 1939 zu Klein Schunkern
- Paplacken, am 30. September 1928 zu Gnottau
- Paschmackern, am 30. September 1928 zu Gnottau
- Pawarutschen, am 1. Januar 1932 zu  Schönwaldau
- Pruskehmen, am 30. September 1928 zu Saalau
- Radszuhnen, am 1. Juli 1929 zu Jodlauken
- Ranglacken, am 17. Oktober 1928 zu Eichental
- Rauben, am 1. Juli 1929 zu Eichhorn
- Ringelau (Auxkallen, Ksp.  Georgenburg), am 1. April 1939 zu Schackenau
- Roßberg (Szemlauken), am 1. April 1939 zu Birkenhausen
- Rudlacken, am 30. September 1928 zu Gnottau
- Schnappen (Snappen), am 1. April 1939 zu Birken
- Schruben, am 1. Juli 1929 zu Pillwogallen
- Schukischken, 1895 zum Gutsbezirk Gnottau
- Schweizersdorf (Pakalehnen), am 1. April 1939 zu Siegmanten
- Seitenbach (Daupelken, Ksp.  Berschkallen), am 1. April 1939 zu Burbeln
- Sittenfelde (Ackmenischken, Ksp.  Obehlischken), am 1. April 1939 zu Kirschland
- Skardupönen, Ksp.  Pelleningken, am 1. Oktober 1929 zu Saugwethen
- Sugwethelen, 1888 zu Saugwethen
- Tarpen (Tarputschen), am 1. April 1939 zu Insterblick
- Tobacken, am 1. April 1939 zu Schackenau
- Uszbundszen, am 30. September 1928 zu Eichenstein
- Warglauken, am 23. Juni 1911 zu Ackmenischken
- Warlen, am 1. April 1939 zu Ossaquell
- Wasserlacken (Wasserlauken), am 1. April 1939 zu Lindenberg
- Worpillen, am 30. September 1928 zu Eichenstein

## Ortsnamen
In den 1920er und 1930er Jahren fanden im Kreis Insterburg umfangreiche Änderungen von Ortsnamen statt. Das waren, da meist „nicht deutsch genug“, lautliche Angleichungen, Übersetzungen oder freie Erfindungen. Alleine am 3. Juni 1938 (amtlich bestätigt am 16. Juli 1938) wurden 98 von 199 Gemeinden umbenannt.
| - Abschruten: Ossaquell - Ackmenischken, Ksp. Aulowönen: Steinacker - Ackmenischken, Ksp. Obehlischken: Sittenfelde - Alischken: Walddorf - Antargen: Argenquell - Aulowönen: Aulenbach (Ostpr.) - Auxkallen, Ksp. Georgenburg: Ringelau - Auxkallen, Ksp. Pelleningken: Hoheninster - Auxkallnehlen: Blumenbach - Baginski: Freimannsdorf - Berszienen, Ksp. Aulowönen: (1928) Birkenhof - Berszienen/Berschienen, Ksp. Jodlauken: Birklacken - Berszienen/Berschienen, Ksp. Pelleningken: Grünbirken - Bersziubchen: (1929) Birkenhausen - Bindszohnen/Bindschohnen: Binden - Blockinnen: Blocken - Bublauken: Brachenfeld - Budwethen: Streudorf - Daupelken, Ksp. Berschkallen: Seitenbach (Ostpr.) - Didlacken: Dittlacken - Draskinehlen: (1928) Lugowen - Draupchen: (1928) Friedenau - Drutschlauken: Hasenfeld - Dwarischken: (1928) Eichenberg - Eszeratschen/Escheratschen: Eschenhang - Gaidszen/Gaidschen: Wiesenblick - Gaitzuhnen: (1928) Althof-Insterburg - Gandrinnen: Storchfelde - Georgenburgkehlen: Kleingeorgenburg - Gerlauken: (1928) Waldfrieden - Geswethen: Landwehr (Ostpr.) - Gillischken: Insterblick - Groß Berschkallen: Birken (Ostpr.) - Groß Bubainen: (1928) Waldhausen - Groß Kamputschen: (1928) Blumental - Groß Lascheningken: Großlaschnicken - Groß Lasdehnen: Streusiedel - Groß Niebudszen/Groß Niebudschen: Steinsee (Ostpr.) - Groß Skripstienen: (1928) Fehlbrücken - Groß Wittgirren: (1928) Mittenwalde - Ischdagehlen: Brennersdorf - Ischdaggen, Ksp. Georgenburg: Brandenau - Jänischken: Jänichen - Jodlauken: Schwalbental - Kallwischken: Hengstenberg - Kamputschen: Kampeneck - Kamszarden: (1928) Bergental - Karalene: Luisenberg - Mühle Keppurren: Friedrichsmühle - Klaukallen: Timberquell - Klein Berschkallen: Kleinbirken - Klein Lascheningken: Kleinlaschnicken - Klein Niebudszen/Klein Niebudschen: Bärengraben - Klein Reckeitschen: Blüchersdorf - Kohlischken: (1928) Hutmühle - Kraupischkehmen: Erdmannsruh - Kurreiten: Finkengrund - Laugallen: Feldeck - Laukogallen: (1929) Bernhardseck - Leipeningken: Georgental - Lenkeitschen: Angerbrück - Lenkutschen: Schleifenau - Leputschen: Oberschwalben - Lindicken: (1928) Lindenberg - Lugowen: Großlugau - Matheningken: Mattenau - Medukallen, Ksp. Grünheide: Honigberg - Medukallen, Ksp. Pelleningken: Rehwiese - Metschullen: Lehwald | - Milschlauken: Milchfelde - Muldszehlen/Muldschehlen: Muldenwiese - Naggen: (1929) Lindenhausen - Neu Lasdehnen: Neuwalde - Neunischken: Neunassau - Obehlischken: Schulzenhof - Pabbeln: (1928) Amwalde - Padrojen: Drojental - Paducken: Padau - Pakalehnen: Schweizersdorf - Papuschienen: Grauden - Paskirsnen: Kirsnen - Patimbern: Birkenhorst - Pelleningken: Strigengrund - Perkunischken: Perkunsfelde - Peterkehmen: Peterstal - Pieragienen: Angerlinde - Pillupönen: Kuttenhöh - Pillwogallen: (1921) Lindenhöhe - Plattenischken: (1928) Rehfeld - Pleinlauken: Rosenthal - Powehlischken: Hoffnungsbrück - Pusberschkallen: Unterbirken (Ostpr.) - Rudlauken: Ossafurt - Saugwethen: Saugehnen - Sauskeppen: Sausen - Schacken: Schackenau - Schameitkehmen (Szameitkehmen): Walkenau - Schemlauken: Roßberg - Scheppetschen: Oberschleifen - Schernupchen: Kirschland - Schierandschen: Schierheide - Schillgallen: Heideck - Schmackerlauken: Schmackerau - Schuiken: (1928) Buchhof - Schwirbeln: Güldenau - Siemonischken: Siegmanten - Skardupönen, Ksp. Aulowönen: Klingen (Ostpr.) - Skerdienen: Scherden - Skungirren: Scheuersdorf, Scheunenort - Snappen: Schnappen - Stablacken, Ksp. Puschdorf: (1928) Pregelau - Stagutschen: Dallwitz - Sterkeninken: Starkenicken - Stirgallen: Keilergrund - Strigehnen: Finkengrund - Szacken/Schacken: Schackenau - Tammowischken: Tammau - Tarpupönen: (1928) Bergfriede - Tarpupp: Angermoor - Tarputschen: Tarpen - Thieslauken: Tiesfelde - Trakinnen: Tannenschlucht - Trakis: Farndorf - Triaken, Ksp. Berschkallen: Tricken - Triaken, Ksp. Jodlauken: Schwerfelde - Trumplauken: Trumplau - Uderballen: Otterwangen - Uszballen/Uschballen: Dittau - Uszeszern: (1928) Roßthal - Wanniglauken: Falkenreut - Wascheninken: Grünacker - Wasserlauken: Wasserlacken - Werxnen: (1928) Neuteich - Wiepeningken: (1928) Staatshausen - Willschicken: Wilkental - Wirszeningken: (1928) Bärensprung - Wirtkallen: Wirtberg |

Kleinere Orte, Ortsteile:
- Nendrinn: Altlugau

## Lehrerseminar Karalene
Karalene hieß das Lehrerseminar, das aus dem Gut Augstkummetschen hervorgegangen ist. Es lag knapp zwölf Kilometer nordöstlich von Insterburg. Königin Luise hatte bei ihrem Aufenthalt in Ostpreußen die Notwendigkeit der Bildung der preußisch-litauischen Bevölkerung erkannt und die Ausbildung litauischsprachiger Volksschullehrer in einem besonderen Seminar angeregt. 1811 kaufte der preußische Staat das Wohngebäude des Gutes Wolfshagen sowie zwölf Morgen Park und 14 Morgen Acker und errichtete eine Erziehungsanstalt, aus der das Lehrerseminar erwuchs. Sein Name Karalene (lit. karaliene: Königin) erinnerte an Luise. Karalene hatte 1815 sechzig Bewohner, die in einem Haushalt („Feuerstelle“) lebten. Nachdem Direktor Preuß 1857 in den Ruhestand gegangen war, folgte ihm 1859 der Seminarlehrer Karl Benjamin Zacharias. Die für das Lehrerseminar gegründete evangelische Gemeinde hielt ihre Gottesdienste in der Aula des Seminars ab. 1860 empfing sie sakrale Geräte aus dem Königlichen Waisenhaus in Königsberg. Die Seminarleiter fungierten als Pfarrer. Eigene Kirchenbücher führte Karalene von 1860 bis 1919. Das Lehrerseminar bestand 1871 aus drei Wohngebäuden, in denen 136 Einwohner in acht Haushalten lebten, davon 107 männlich. Alle Einwohner waren preußische Staatsbürger und evangelisch. Mit der Auflösung der Lehrerbildungsanstalt erlosch 1924 auch die Kirche. Die Stadt Insterburg nutzte die Gebäude als Kindererholungs- und Altersheim. 1939 wurden Karalene und Nausseden unter dem Namen Luisenberg zusammengefasst.

## Persönlichkeiten
- Wilhelm Dietrich von Manstein (1741–1809), Generalmajor
- Rudolf von Schön (1810–1891), General der Kavallerie
- Gerhard von Janson (1881–1961), Grundbesitzer im Landkreis, Marine-Offizier, Ehren-Kommendator des Johanniterordens
- Wilhelm Brindlinger (1890–1967), letzter deutscher Bürgermeister von Memel
- Ernst Kasenzer (1891–1943), evangelischer Volksmissionar, Mitglied der Bekennenden Kirche